# 橋本大地 (プロレスラー)
橋本 大地（はしもと だいち、1992年4月13日 - ）は、日本のプロレスラー。神奈川県出身。大日本プロレス所属。芸能活動はMILLENNIUM PRO所属。

## 来歴

### デビュー前

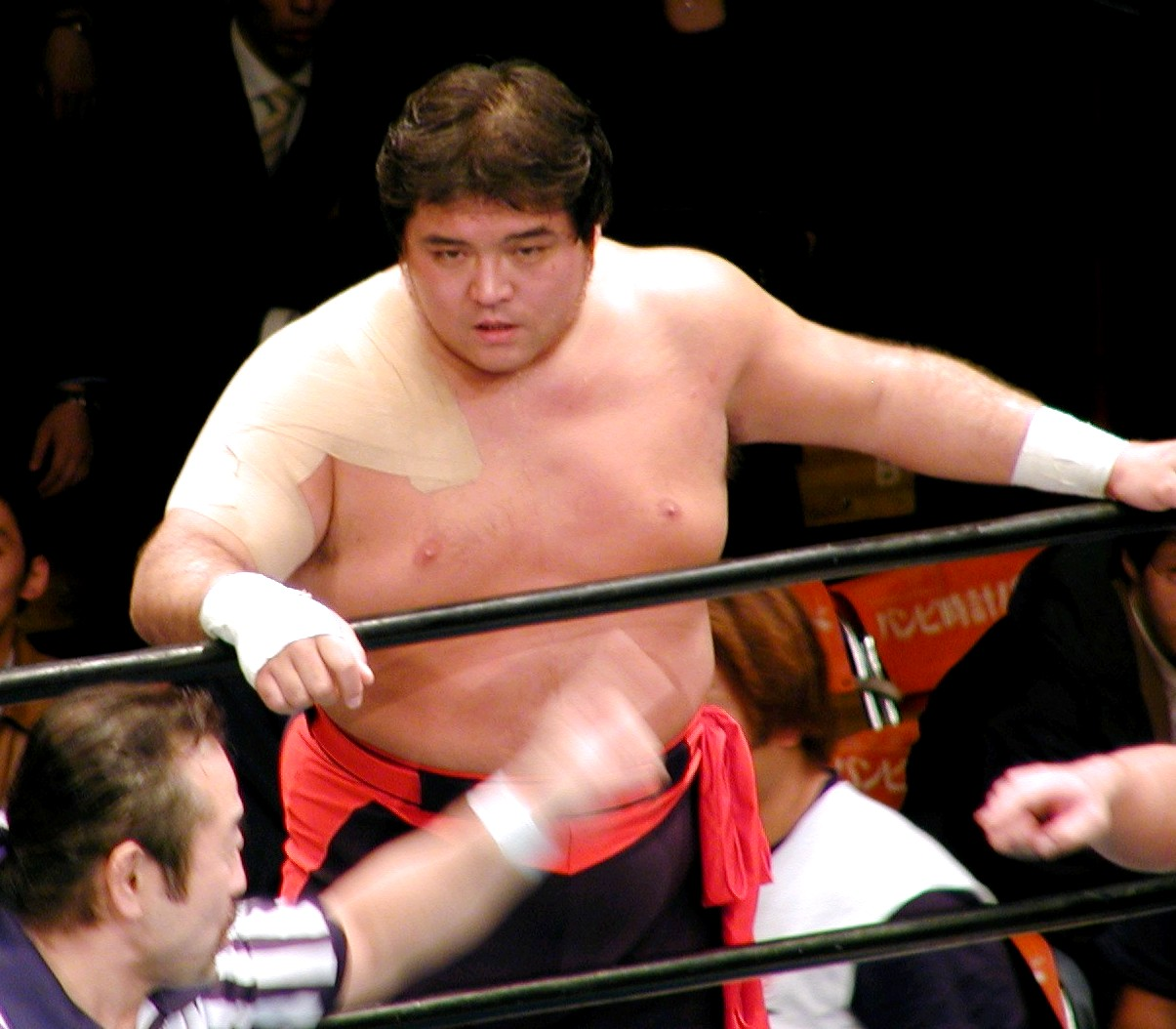
父親の橋本真也

プロレスラー橋本真也の長男として生まれる。小学6年から空手を始め、中学からは総合格闘技「蒼天塾」に所属した。2005年夏、当時中学1年で父親を亡くす。これを契機にプロレスラーを目指すことを決意。
2008年3月2日、ZERO1後楽園ホール大会で2代目IWGPベルトの「橋本家への返却」の際に中邑真輔と向かい合っている。この時大地は「（IWGPベルトを）自分が大きくなり、実力で奪い返したい」と語り、将来的に打倒・中邑真輔を誓っている。
2009年9月21日にZERO1の興行『橋本真也デビュー25周年・破壊王伝承 in 後楽園大会』において、2分2ラウンドのキックボクシングエキシビションマッチで、小林聡を相手にプレデビュー戦を行った。空手着を身につけて戦い、父親と同じ『爆勝宣言』を入場テーマ曲にした。結果は引き分けとなるも、2度のダウンを奪われるなどの試合内容から試合後に号泣した。
大谷晋二郎は橋本大地の後見人を自称し、ZERO1は大谷、蝶野正洋と共に橋本大地育成プロジェクトを組み、団体を挙げてレスラーとして育てていた。他団体からの誘いもあったが、それを断ってZERO1入りを選んだ。

### プロレスリングZERO1

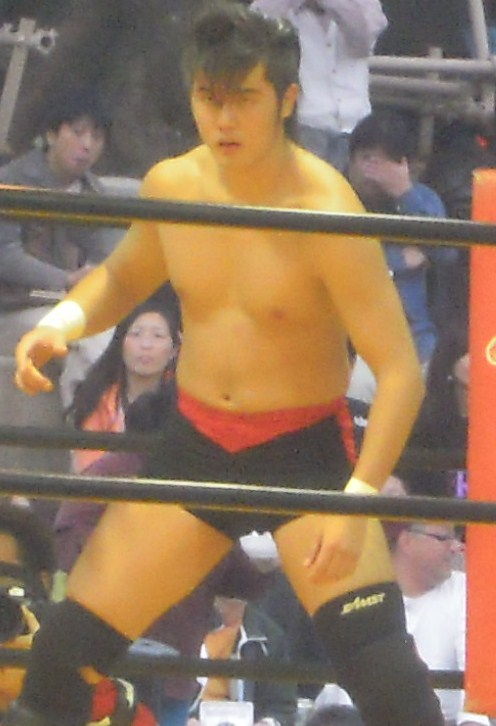
ZERO1時代の橋本大地（2011年10月2日）

練習生として下積み生活を経て、2011年3月6日に両国国技館でのZERO1・10周年記念大会「プロレス」の蝶野正洋戦でデビューした。同じく闘魂三銃士である武藤敬司も実況として来場している。試合後には武藤から対戦要求され、大地も受諾したために3月21日の全日本プロレス・「2011プロレスLOVE in 両国 vol.11」でシングルマッチを行うこととなった。
2011年3月6日、ファッションブランド『DESTROY狂』とコラボレーション。入場衣装やグッズなど手がけられている。
21日、全日本プロレス両国国技館大会で武藤と対戦。デビュー戦で使用できなかったミサイルキックやSTF、掟破りのシャイニングウィザード等を放ち武藤に食らいつくも最後は武藤にムーンサルトプレスを放たれで敗北した。その後、27日の奉納プロレスで大谷をタッグパートナーにして、ビッグバン・ベイダーとその息子ジェシー・ホワイトのベイダー親子と対決するも、大地がベイダーからピンフォールを奪われ敗戦となった。
2011年6月、全日本プロレスの曙、長島☆自演乙☆雄一郎組を相手に対戦したが（大地のパートナーは大谷）、曙のボディプレスでフォール負けを喫してしまう。
7月3日、後楽園ホールで行われた「破壊王7回忌特別興行」で高山善廣と対戦。高山に終始「ただの若手レスラーの一人」と子供扱いされ、結局高山は代名詞でもある「ジャーマン・スープレックス」を出す必要もなく、大地は完敗した。また試合後に高山は大地を「ただの新人」「特別待遇」「超新星ではない」と酷評した上で、「ガキの中に放り込んで（一般的な新人と同じように扱い）ジェラシー燃やしている奴らと殴り合いさせた方がよい（若手同士で泥臭く戦わせ育てた方がよい）」と、コメントを残し、大地に「一人立ち」の勧めを説いた。
11月9日、大地は藤田峰雄とタッグを組んでフジタ"Jr"ハヤト・横山佳和組と対戦し、蝶野直伝のSTFで横山からタップを奪いデビューから8ヶ月、71戦目で自身の手で初めて勝利を挙げた（シングルマッチとは別）。また、同日のNWAインターコンチネンタルタッグ王座戦で田中将斗・ゼウス組に大谷とタッグを組んで挑んだ曙から、ZERO1のタッグリーグ「風林火山」のタッグパートナーに指名され、大地もこれを承諾し同大会初出場が決定する。
2012年1月1日、後楽園ホールで横山佳和とシングルマッチを行い、STFでシングル初勝利をあげる。同月8日にレジェンド・ザ・プロレスリングで長州力と対戦するも完敗。長州から「笑いの出ないプロレスラーになれ」と声援を送られる。
2012年1月15日、大地初のプロデュース大会となる道場マッチ『海岸プロレス』を開催。コンセプトは父・橋本真也が創った『ZERO-ONE』、テーマを『未知なる外国人選手』『ゼロチュー』『橋本vs.小笠原』とし、メインで自身は負けながらも大会は成功。「古きを温め、新しきを知る。僕はまだまだプロレスを勉強しなければいけないと思いました」とコメントを残した。
2012年1月28日、日高郁人プロデュースの『海岸プロレス』にて初のミックスドマッチを行い、「破壊する女」こと松本浩代と組みクレイグ・クラシック＆ケリー・スケーター組と対戦する。
2012年3月2日、『ZERO1 11周年記念大会』にて橋本大地デビュー1周年記念試合として大谷晋二郎＆橋本大地vs.佐々木健介＆中嶋勝彦がおこなわれた。35分近い試合の末、健介のラリアットに沈んだ大地だったが「本当に父親を教えられたような感じがした。あと3年のうちに自分でチャンスを掴みとりたい。俺の父親が近くまで行ってた天下(IWGP)捕りに行きたいと思っています！」とコメントを残した。
2012年3月26日、奉納プロレスにて師匠である大谷晋二郎との初シングルを行い、「大谷vs.橋本」と銘打たれたこの試合後大谷よりNOAHのタッグリーグパートナーに指名された。大地は「僕がこの目で見ていたZERO-ONEの旗揚げ戦で、ノアと全面対抗してた記憶がすごくあります。その時ZERO-ONEは全滅したけど、今回ノアのリングにZERO1が2人で乗り込むということで、僕と大谷さん2人でノアを全滅させようと思っています」とコメントを残す。
2012年12月24日、ZERO1新潟大会で左橈骨を骨折し出場予定だった新日本プロレスのレッスルキングダムを欠場した。2013年4月15日に飯伏幸太と復帰戦を行い敗れたが、4月27日にZERO1朝霞大会で左尺骨を骨折し再び離脱した。10月13日に中嶋勝彦と復帰戦を行い敗れた。
2014年2月11日、初のシングル王座挑戦となるNWA UNヘビー級王座戦を行ったが、王者のタマ・ウィリアムスに敗れ戴冠はならなかった。3月30日には奉納プロレスで天龍源一郎のグーパンチを浴びて右下顎骨を骨折した。3月31日をもって契約満了で退団し、怪我が完治したあとはフリーで活動することが4月8日に発表された。

### IGF
6月5日、6月1日付けでIGFと選手契約を結んだことを発表した。6月15日の大日本プロレス広島大会で復帰し、橋本和樹と組んでツインタワーズ（佐藤耕平&石川修司）の持つBJW認定タッグ王座に挑戦したが敗れた。7月13日のGENOME30で藤田和之を相手にIGFデビュー戦を行ったが、2分22秒にパワーボムを受け敗れた。

### 大日本プロレス
IGF所属時から大日本プロレスに参戦し、橋本和樹とタッグチーム「チーム大和」で活動しており、2016年1月1日付けで大日本プロレスに正式入団した。3月6日には、2年ぶりに古巣のZERO1に参戦した。また同年、大日本メディア部の企画としてYouTubeチャンネルを開設、YouTuberとして活動を開始。
大日本正式入団後は神谷英慶とのチームを組んで活動。2017年6月以降、デスマッチヘビー以外の大日本の各タイトルに立て続けに挑戦し、全て敗退するも、大日本最侠タッグリーグ戦において神谷と組んでエントリーし優勝。
2017年12月17日の大日本・横浜文化体育館大会にて行われた鈴木秀樹との試合に勝利し、鈴木が所持していたストロングヘビー級王座を獲得した。
2019年11月4日の大日本・両国国技館大会において、ZERO1時代の先輩であり父の付き人でもあった佐藤耕平が保持するBJW認定世界ストロングヘビー級王座に挑戦し勝利。2度目の戴冠を果たした。

## 人物
- 父親はプロレスラーの橋本真也。兄弟は妹が2人いる。
- 2023年3月に入籍、同年6月には子供が誕生した[29]。

## 得意技

### フィニッシュ・ホールド
ライジングDDT
相手の頭部をDDTの体勢で左脇に抱えたまま、相手の体を垂直になるまで上方に持ち上げ、自ら後方に倒れこみながら相手の頭部をマットに突き刺す。通常のDDTに持ち上げる動作を加えることで破壊力が倍増するのではないかと思った大地が、父・真也を超えるために開発したオリジナル技。初公開は2012年5月16日の橋本和樹＆塚本拓海（決めた相手は塚本）戦。使い始めた当初は垂直落下式DDTと表記された（ただし、父の同名の技とは異なる）が、2013年4月に現在の名称に改名した。披露当初は大きな相手に決めることが難しく、パワー不足が課題となっていたが、2016年の一騎当千リーグ戦で体重120kgもある関本大介に繰り出すことに成功している。2020年には一騎当千を制する決め手ともなっており、大地のレスラーとしての地位を確立するのに必要不可欠な技となっている。技名の由来は、特撮テレビドラマ『仮面ライダークウガ』に登場する架空のキャラクター、クウガの強化フォームのひとつ『ライジングフォーム』から。またライジングは英語で「上昇」の意味があり、この技とともに上昇気流に乗っていくという意味合いを込めて名付けた。

### その他
フライング・ニールキック
大地の父、橋本真也の得意技の1つでもあった。父譲りの重量系というよりも直接的な師匠に当たる大谷を彷彿させる綺麗なフォームで跳躍するタイプを使用する。
ミサイルキック
コーナーからの飛び技として常用する。
DDT
これも父の得意技。父と生前抗争を繰り広げたスティーブ・コリノとの対戦時（タッグマッチ）に、コリノが得意の「パクリ殺法」でDDTを狙ったところで、大地が逆にDDTをかけ返した時から使用するようになった。フォームは父のそれと類似する「ジャンピング式」。
各種キック
デビューしてしばらくの間、以下のような関連のある先輩レスラーの技を借用することが多かった。週刊プロレスのインタビューで、ドラゴンゲートの望月成晃から「闘魂三銃士殺法を使う事は、ある意味反則だよ」と対戦後指摘された点について触れられた際に「やっぱり反則ですかね」と語った後、先輩達の技（特に「STF」と「シャイニングウィザード」）を使う事について「（先輩達の技を借用しても試合に勝てない事から、その先輩達に対して）申し訳ない。もう少し（技を）極めてから出したい。その技に泥を塗る訳にはいかない」と語った。
STF
蝶野に伝授され、3月21日の武藤戦で披露。シングル初勝利を上げた技でもある。
シャイニングウィザード
武藤戦で「掟破り」の形で使用。その後の試合でも使用している。
三角蹴り
コーナーをステップにして放つ変形のジャンピングハイキック。ドラゴンゲートの望月の得意技でタッグマッチで望月と対戦後、時折「借用」するようになった。

## 入場テーマ曲
- 爆勝宣言（橋本大地ver）
- 闘魂伝承

## タイトル歴
大日本プロレス
- BJW認定世界ストロングヘビー級王座：2回
  - 第11代、第16代
- BJW認定タッグ王座：3回
  - 第53代、第55代、第57代（w/ 神谷英慶）
- 横浜ショッピングストリート6人タッグ王座：6回
  - 第13代（w/ 河上隆一&神谷英慶）
  - 第15代、第17代（w/ 関本大介&神谷英慶）
  - 第39代（w/ 神谷英慶&青木優也）
  - 第43代（w/ 中之上靖文&吉田和正）
  - 第46代（w/ 神谷英慶&森廣祐基）
- 一騎当千 strong climb 優勝：1回
  - 2020年
- 大日本最侠タッグリーグ戦 優勝：2回
  - 2017年、2020年（w/ 神谷英慶）

年越しプロレス
- 年忘れ!シャッフル・6人タッグトーナメント 優勝：2回
  - 2021年（w/ HARASHIMA&真霜拳號）
  - 2022年（w/ 上野勇希&青柳優馬）

天龍プロジェクト
- WAR世界6人タッグ王座：1回
  - 第23代（w/ 橋本和樹&神谷英慶）

プロレス大賞
- 新人賞
  - 2012年

## 出演

### スポーツ番組
- SPORTS X（BS朝日） - コーナー「夢を応援！情熱アスリート」に登場。
- SASUKE（TBS）- 2011年に出場。

### テレビドラマ
- 浦安鉄筋家族（2020年8月21日、テレビ東京） - 橋友信也 役[35]

### ゲーム
- LET IT DIE（2017年、ガンホー・オンライン・エンターテイメント） - ミスター・クロウリー 役（声の出演）

### WEB動画
- 全国信用金庫協会「Face to Face Music Video」（2016年）[36]